# 月光 (漫画)
『月光』（げっこう）は、「花とゆめ」（白泉社）1993年19号から1995年23号まで連載された、那州雪絵による異世界ファンタジー漫画。
本作のプロトタイプとして1993年2号から4号まで短期連載されたファンタジー漫画『Over the lights・Under the moon -月下飛行-』（オーバー・ザ・ライツ・アンダー・ザ・ムーン げっかひこう）についても、便宜的に本記事で扱う。

## Over the lights・Under the moon -月下飛行-

### 概要
普通の高校生・高野藤美と、ロックバンド「Over the light」のボーカリストに身をやつした異世界の宮廷騎士・カイトとの出会いと交流を描く。物語は主に藤美の視点で進行する。後述の「月光」とはいささか趣が異なり、実際の東京を舞台にした作品で、実在の地名や建物などが多数使用されている。

#### 実際に作中に登場する地域
- 中野サンプラザ
- 中野駅前
- 池袋駅周辺
- 池袋西口公園
- 御茶ノ水駅
- 有楽町駅周辺
- 銀座通り

### あらすじ
ごく普通の女子高生・高野藤美はある日偶然、人気急上昇中の新人ロックバンド・Over the lightのボーカリスト・カイトと擦れ違い、彼の落とし物を拾う。落とし物を返す為にコンサート会場へ向かった藤美だが、そこで彼女が見たものは、突然現れた虹色の竜に乗ってバンドメンバーが飛び去る姿だった。カイトは消え去る直前に「落とし物」を持つ藤美の姿を捉え、後日テレビジャックをして「落とし物を返して欲しい」と呼び掛ける。
彼らの素性や「落とし物」の正体を知らないまま、藤美はカイトが指定した場所へ向かうが、道中で奇妙な姿をした怪物に付け狙われる。間一髪のところをカイト達に助けられた藤美は、彼らバンドメンバーが異世界の宮廷騎士であること、竜の暴走に巻き込まれ「この世界」へ飛ばされた彼らの女王を探していることを知らされる。
マーカー（詳細は後述）と呼ばれるカイトの落とし物を返した後もふたりの交流は続き、互いに惹かれあっていった。そんな中ついに女王が発見され、騎士団は女王と共に元の世界へ戻ることになる。カイトは藤美に「必ずまた会いに来る」と言い、約束の証として彼女にマーカーを託して異世界へ帰って行った。

### 登場人物
基本的に、「Over the lights・Under the moon」で提示された情報のみを記載する。
高野藤美（たかの ふじみ）
ごく普通の女子高生。16歳。
外出先で偶然Over the lightの曲を耳にし、直後に「同じ声をした」カイトのマーカーを拾う。
かなりの行動派で若干ミーハーなところがあるが、カイトの正体を知り交流するうちに段々彼に惹かれてゆく。
カイト
Over the lightのボーカリスト。16歳。
実は女王救出の為に異世界からやってきた宮廷騎士。東京に来て早々にマーカーを落としてしまった為、空を飛ぶことが出来なくなってしまう。
かなり粗野で口が悪いが純粋な性格で、藤美と交流するうちに親しくなってゆく。
少々考えが浅いところがあり、異世界に帰る寸前まで「任務が終了すれば藤美と逢えなくなる」ことに気がついていなかった。
カマス
Over the lightのベーシスト。24歳。
宮廷騎士団の小班リーダーで冷静沈着な性格。
エービー
Over the lightのギタリスト。18歳。
宮廷騎士であり、マーカーの無いカイトをサポートする役目を担っていた。
サバ
Over the lightのドラマー。16歳。
宮廷騎士であり寡黙な性格。
女王（じょおう）
カイト達の世界の女王。異世界で起こった竜の群れの暴走に巻き込まれ、行方不明になる。
見た目は小さなおばあちゃんで、大らかかつ快活な性格。有楽町のホームレス達と仲良くなり、異世界生活をそれなりに楽しんでいた。
竜を自在に呼び、怪物を一瞬で蹴散らす能力の持ち主。

### その他
- 作品のタイトルは、ケイト・ブッシュの楽曲『KITE』（『The Kick Inside（邦題：天使と小悪魔）』収録）のワンフレーズから採っている。
- カイトの名前の由来も、上記楽曲のタイトルである（作中では、彼等の世界の言葉で『青い』を意味する言葉だと説明がつけられていた）。
- 作者はこの物語のテーマを「サーカスやアクロバットの雰囲気」としていたそうで、その後続編を描く際プロットの辻褄合わせに苦労したと単行本で明かしている。

## 月光 Over the lights・Under the moon 2

### 概要
「Over the lights・Under the moon」の続編であり、前作の内容を踏まえていないと物語が判りにくい。しかし物語のカラーはかなり異なり、架空の異世界を舞台にしたバトルファンタジーになっている。
物語は前作に比べ三人称的になり、主に藤美とカイトを中心に進んでゆく（二人が共に行動するシーンが多い）が、時折サバ、エービーなど他の登場人物の視点も差し挟まれている。

### あらすじ
女王を無事救出し、彼らの世界・光の半球（ユース・ドーム）へ戻ったカイト達。だがその直後、女王が突如崩御し天空宮（王宮）は大混乱に陥る。この世界における王/女王は藤美達の世界でいうところの神にあたり、現王が後継者を見つけ出せないまま崩御するのは前代未聞の事態であった。
混乱の中、謎の男・ギンガが行方不明になっていた騎士団の一人・サバとともに天空宮に現れる。ギンガは自分こそ「光の半球」の次期王であり、サバは同じく最近王が崩御した闇の半球（ディス・ドーム）の次期王である、これより二つの世界は一つになると宣言。サバはギンガが空間に開けた穴を通って藤美達の世界＝異世界（ドーム・ヌイ）へ向かい、カイト達宮廷騎士団がそれを追う。サバを退け藤美との再会を果たしたカイトだったが、戦闘に巻き込まれて藤美も「光の半球」へ来てしまった。
元の世界に戻るべく天空宮を訪れた藤美は、そこで強力な「光の半球」の能力（理の力）を発現し、異世界の人間であるにも関わらず女王候補者にされてしまう。一方カイトもまた、理の力と相反する謎の力に目覚め始めていた。
王の不在で世界の力がコントロールを失っていく中、カイトやサバの生い立ちとギンガの過去、藤美とカイトの能力の真相が紐解かれ、この世界の成り立ちと行く末が明らかになってゆく。

### 用語・世界観
彼らの世界
カイト達が住む世界は「光の半球（ユース・ドーム）」と「闇の半球（ディス・ドーム）」というふたつの地域に分かれている。それぞれの地域には交流がなく、境界地域は理の力が弱い為、定住はおろか近寄るものすらいない（「Over〜」で東京に増殖していたのは、女王を狙った境界地域の怪物だった）。世界の外側には幾つかの「異世界（ドーム・ヌイ）」が存在すると言われており、藤美の住む世界（いわゆる「この世界」）も「異世界」のひとつである。
異世界同士は時間の流れが異なり、カイトが数週間ぶりに藤美と再会した時、藤美の世界では10ヶ月が経過していた。
光の半球（ユース・ドーム）
カイト達の住む地域。大気に「理の力」が満ちている。
人々は全面的に理の力を利用した暮らしをしており、蒸気機関や発電機関は存在しない。それゆえに東京上空での戦闘では、電線を知らずに接触した騎士団員が犠牲になった。
使われている言語は日本語とは異なる。「Over～」でのカイト達は日本語を習得して話していた。
闇の半球（ディス・ドーム）
カイト達の住む地域の正反対にある地域。理の力と正反対の力が世界を満たしているとされている。
光の半球では「闇の半球は化け物や怪物が住んでいる、恐ろしい地域」と言われており、光の半球と同じく最近王が崩御したらしいということ以外、詳しい事はほとんど知られていない。
王（女王）
光の半球と闇の半球それぞれの世界の力の流れを司り、気候や作物の制御、人口調整すら行える能力を持った絶対的な人間。我々の概念でいう「神」的存在である。
世襲制ではなく、現王が存命中に次期王となるべき者を見つけ出し任命する。しかし作中では光の半球でも闇の半球でも300年以上新しい王が現れることなく、相次いで王（女王）が崩御してしまった。
王が人々の暮らしを守ってくれていることはこの世界の人々にとっては当たり前のことであると同時に絶対的な安心条件であり、「藤美の世界には王が居ない」と知ると皆一様に驚愕する描写がある。
理の力（ことわりのちから）
光の半球の大気に満ちている力。文字通り世界の秩序を司る力であり、その流れは半球の中心にある「天空宮」から女王によって制御されている。
理の力を利用することで空を飛んだり、攻撃・治癒・テレパシー等の術を行使することができる。光の半球の住人すべてが術を使えるわけではなく、また術者もその得意分野は様々である。
マーカー
理の力を制御・増幅させるためのアイテム。宮廷騎士の証であり、攻撃用の武器でもある。金属製のパンチカードのような外見をしており、通常は鎖で繋いで首から下げるようになっている。
理の能力者であればマーカーが無くともある程度の力は使えるが、マーカーを持つことにより力の流れを集中したり、方向性を持たせることができる。
騎士ひとりひとりの能力に合わせて王自らが天空宮の地下にある鉱石から理の法で精製し製造する。各個性に合わせて作られているため紛失や譲渡・破損は禁忌中の禁忌。カイトは「Over the light～」で藤美に譲渡してしまったため、帰還後に謹慎処分となった。また、サバが藤美達の世界へ侵攻したのは、この藤美に渡されたカイトのマーカーを狙ってのことだった。
竜
空間を異動し、異世界を自由に行き来できる生物。全身虹色の、長い鯉のような姿をしている。
召喚の為には王の力か、最高位の術者の力が必要。ただし、能力が低くとも人数を揃えれば召喚できることもある。「Over～」でカイト達がロックバンドに変装した理由は、理の力が薄い世界で竜を呼ぶ為、バンドのファンとして数百人の「声」が必要だったからだった。
女王崩御後、理の力が急速に乱れはじめた影響で「生きながら腐る竜」が見かけられるようになった。

### 登場人物
前述した人物については、「月光」で新たに明かされた点のみ記載する。

#### 主人公
カイト
宮廷騎士。14歳の時、養父の死に伴い彼の旧友だったという女王を訪ねて天空宮へやってきた。騎士に任命されたばかりだが、修行態度や言動が悪いなど問題行動が多い。
「育ての親が実父でない」ということ以外、出生の真相は本人すら知らない。女王が崩御して以来理の力とは別の力に目覚め始め、それが闇の半球の力であると指摘されて大いに困惑する。
高野藤美
日本の高校生。サバとカイト達の戦いに巻き込まれて光の半球に来てしまった。時間の流れが異なるため、カイトと再会した時すでに17歳になっている。
異世界の人間であるにも関わらず「光の半球」と調和する能力を持ち、女王候補者となってしまう。「世界には王がいるのが当たり前」という旧弊派から新女王として祭り上げられる一方、先進派からは「王の存在しない世界」の住人として興味を持たれている。
理の力によって通信術（テレパシーのようなもの）を使えるため、言語の違う光の半球人とも会話が通じる。
「フジミ」という名前は光の半球では奇異に聞こえるらしく（作者曰く「日本人女子に『てけてん』と名付けるが如し」）、名乗るたびに驚かれている。

#### 宮廷の人間
コモン
前女王。没年齢354歳。その年齢まで生きることはこの世界でも異例のことで、光の半球の不安要素のひとつでもあった。
竜の群れとともに異世界へ飛んだ際、「東京の暮らし」を目の当たりにして思うところがあったようだが、光の半球へ帰還したその夜に急死。死してなおカイトや藤美の心の支えとなっている。
かつて闇の半球との交流を真剣に検討していた。カイトの養父ライオンとは旧知の仲。
インドリ
宮廷の役人。51歳。評議員メンバーでもある。非術者。
古い考えの持ち主で、一刻も早く新王を見つけ出したいが為に藤美の「帰りたい」という意志を無視し続けていた。ただし決して人柄が悪い訳ではない。
ロリス
宮廷書記官。30歳。評議員メンバーでもある。
非術者だが知識に富み、他の人間に非難されながらも「女王のいない世界」で生きてゆく術を前向きに研究している。藤美の話す「東京の生活」に深く興味を持ち、それを参考に蒸気機関を発明したりしていた。
シファカやカマスとは天空宮へやって来た時期が近いため仲が良い。

#### 宮廷騎士団
シファカ
宮廷騎士団長。27歳。騎士団史上最も若く団長に就任した。正義と使命感に熱い。宮廷評議員メンバーでもある。
同じく評議員を務めるロリスとは、天空宮にやってきた時期が近く仲が良い。また、カマスとは騎士団の同期である。
カマス
宮廷騎士団小隊長。元々はロチェ山で修行をしていた僧で、理の力のほか武術にも長け現在も修行僧からの信頼が厚い。
シファカからは次期騎士団長就任を持ちかけられているが、現場主義を貫いているためその要請を断っている。
エービー
宮廷騎士。カイトとは同期。
辺境の属国・フルブクの第七王子で、彼が騎士でいることは「フルブクの人質である」という意味も含まれている。
フルブクの反乱の際に大きな立ち回りを見せるほか、カイトや藤美のよき相談相手でもある。
作中で何度も大怪我を負う。

#### 新王調査隊
アヴァーヒ
新王審査官。28歳。シファカの実の姉。元宮廷騎士であり、マーカーを持っている。評議員メンバーでもあるが、少々過激な服装と言動が時に問題となっている。
天空宮へ来る前はロチェ山で修行をしていた時期があり、カマスとともに現在でもロチェ山のカリスマ的存在。
柔軟な考え方の持ち主で、王のいない世界についても前向きに捉えるようになる。カイトやシファカにちょっかいを出すのが好きらしい。
アレン
新王調査隊飛行船操舵手。26歳。アヴァーヒの親友で、同じくロチェ山出身。
理の力を操る能力はあるが騎士経験はない為、マーカーは持っていない。カマスに秘かに恋心を抱いている。
サヨリ
新王審査官補佐。20歳。アレンと同じくロチェ山出身の騎士未経験者で、飛行能力を持つ。剣士でもある。
アイ・アイ
新王審査隊通信師。23歳。通信能力はあるがロチェ山出身ではない。お調子者な性格。

#### 反逆者
ギンガ
突如現れた、「光の半球の新王」を自称する謎の男。闇の半球の人間を率いて光の半球への侵攻を図った。
空間に穴を開け、闇の半球の大気を一時的に持ち込むなど、王にも匹敵するほどの強い能力を持っている。
実は300年前にも反逆を起こし時空の狭間に流刑になっていた罪人。前女王とは浅からぬ因縁がある。
サバ
元宮廷騎士。非常に高い能力の持ち主。14歳の時に新王候補者として天空宮へ連れて来られたものの王とは認められず、代わりに能力を買われて史上最年少で騎士となった。
無口な性格で、他人とコミュニケーションをとるのが苦手。養母に育てられた生い立ちから、「自分が何者であるかわからない」という漠然とした不安を抱えている。
東京からの帰還後、養母の葬儀の為に休暇を取っていたが消息不明となり、次に天空宮へ姿を現した時には「闇の半球の新王」としてギンガの傍らに立っていた。
ブラッザ
元宮廷騎士見習い。騎士には不適格との判定が出て、宮廷を去った。どのような経緯でギンガの一味に加わったかは不明。

#### フルブク領
フルブク公
天空宮から最も遠い北の属領・フルブクの領主でエービーの父。もともと宮廷に対して余り良い感情を持たず、エービーの騎士仕官についても良く思っていない人物だった。
ギンガ一派にそそのかされ、独自の軍隊を率いて宮廷に反乱を起こそうとする。
チカ
エービーの妹。11歳。一番年齢の近い兄であるエービーを慕っている。
父と何者かの謀略の現場を目撃し、エービーに知らせる為に七日七晩馬を走らせ瀕死の状態で天空宮へやってきた。
ジェフロイ
幼い頃のエービーの世話係。フルブク制圧の際に、エービーを大いに助ける。

#### ロチェ山
トクビレ
僧侶修行の総本山・ロチェ山の大僧正。132歳。元・新王審査官で、前女王とも親しい間柄だった。
突然内乱を起こしたバブーヌ女房長によって軟禁される。藤美の能力を「前女王と同じ力」と称し、内乱解決後は藤美とカイトにまつわる謎を調査するために天空宮へ移った。
バブーヌ
ロチェ山女房長。ヒステリー持ちで、元々人望はあまりない。ギンガ一派にそそのかされてトクビレ大僧正を軟禁し、内乱を起こした。
メイチ
ロチェ山の修行僧でカマスの後輩。内乱制圧とトクビレ救出に力を貸す。

#### その他の人物
アン・ワン
闇の半球の少年。13歳。耳と瞳の形がやや異なる以外は光の半球人と同じような見た目をしている。光の半球人とは通信術で意思疎通可能。
ギンガに騙されて一味に加わったがロチェ山で捕えられ、天空宮へ身柄を移される。アヴァーヒの努力の甲斐あって彼女には心を開き、ギンガや闇の半球に関する様々な情報を提供することになる。
カイトの真の能力に最初に気がついた人物でもある。
ライオン
カイトの養父。故人。
カイトは「前女王の古い友人である」ことしか知らなかったが、元宮廷騎士であり、秘密の任務を負った経験のある人物だった。闇の半球との融和について考えながら境界地域で暮らしていたが、カイトを引き取ったのをきっかけに街で暮らすようになる。
サバの養母とも縁があったことが終盤で明らかになる。
スギ
サバの養母。故人。
生前は非常に無口で、自分の出自やサバの出生のことなど一切喋ることはなかった。各地を転々として暮らしていたらしいが、何年か前から定住するようになった。
カイトと浅からぬ縁があったことが終盤で明らかになる。
ターラ
旅芸人の一座で踊り子を務める少女。18歳。
唯一の肉親であった妹を病気で亡くした経験があり、それを「女王が救ってくれなかったから」と曲解している為、女王を憎んでいる。
天空宮を飛び出した藤美とカイトを、新女王とは知らずかくまう。カイトに色目を使うなど、気になる様子。
藤美の孫
最終話に登場。外見は若い頃の藤美と瓜二つでカイトも見間違えるほど。
ここまでの物語は彼女が「おばあちゃん」から聞かされた話であるとして締めくくられる。

### その他
- タイトルをプロトタイプ掲載の時から変更した理由は、担当編集者から「タイトルが長過ぎて単行本の背表紙に入り切らない」と言われた為。
- キャラクターの名前の由来は、ほとんどが魚類か猿の名前から採っている。これは、著者が天空宮のイメージを「竜宮城のようにしたい」と考えていたからとのこと。
- 5巻発行の際、最終話にかなりの手直しが入っている。最終的なラストは雑誌掲載時と変わらない。

## 既刊
- 白泉社 花とゆめCOMICS 現在はいずれも絶版となっている。
  1. 1994年6月25日 ISBN 4-592-12182-1
  2. 1994年9月25日 ISBN 4-592-12183-X
  3. 1995年2月25日 ISBN 4-592-12184-8
  4. 1995年8月25日 ISBN 4-592-12185-6
  5. 1996年2月25日 ISBN 4-592-12236-4
- 白泉社 白泉社文庫
  1. 2008年7月15日 ISBN 978-4-592-88537-5
  2. 2008年7月15日 ISBN 978-4-592-88538-2